# Martiniano di Atene
Martiniano (... – Atene, 422) è stato un religioso bizantino, che visse da eremita presso Cesarea marittima ed è venerato come santo.

## Biografia
Originario della Palestina, Martiniano visse in dura ascesi monastica nelle regioni impervie e scoscese nella zona di Cesarea, in Palestina; poi per sfuggire alle tentazioni terrene si recò su un'isola deserta e infine decise di condurre una vita senza fissa dimora.
Secondo la tradizione, quando era in Palestina, uomini che lo odiavano per la sua profonda fede pagarono una prostituta per indurlo in tentazione. Ma Martiniano si procurò ustioni sul corpo per respingere la donna.
Morì ad Atene, in Grecia, nel 422.

## Culto
Il giorno della sua memoria liturgica è il 13 febbraio.
Dal Martirologio Romano: "Ad Atene in Grecia, san Martiniano, che aveva in precedenza condotto vita eremitica nei pressi di Cesarea in Palestina".
Una sua reliquia è conservata nella chiesa parrocchiale di Pecco, nella Val Chiusella nel Canavese, che lo venera quale santo patrono.